# Співак Володимир Григорович
Володи́мир Григо́рович Співа́к (нар. 14 травня 1958, с. Кугаївці Чемеровецького району Хмельницької області) — український диригент, художній керівник естрадно-духового оркестру Закарпатської обласної філармонії, народний артист України (2019).

## Життєпис
1977—1982 — навчання в Московській державній консерваторії ім. П. І. Чайковського (військово-диригентський факультет).
1982—2005 — начальник оркестру, військовий диригент у Збройних Силах України.
2005 року ініціював створення духового оркестру при Закарпатській обласній філармонії. Від листопада 2005 року — художній керівник та диригент цього оркестру. Чимала частина творів, що виконуються оркестром, є авторськими аранжуваннями Володимира Григоровича. 2016 року оркестр став переможцем Міжнародного фестивалю мажореток та духових оркестрів в угорському місті Кішварда.
Володимир Співак також займається педагогічною діяльністю, викладає в Ужгородському інституті культури і мистецтв.

## Концерти
- «Симфонія кохання»
- «Серенада для тебе»
- «Рапсодія весни»
- «Осінній вернісаж»
- «Осінній каламбур»
- О. Бородін. Симфонія № 2 «Богатирська»
- В. Калінніков. Симфонія № 1 соль мінор
- «ALMA LATINA»
- «На крилах пісні»[2]

## Визнання
- 2008 — заслужений артист України[3]
- 2014 — обласна премія у галузі літератури імені Федора Потушняка[4]
- 2019 — народний артист України[1]